# Ив Летерм
Ив Камиј Дезире Летерм (хол. Yves Camille Désiré Leterme; Вервик, Западна Фландрија, 6. октобар 1960) је белгијски политичар, бивши премијер Белгије из редова странке Хришћанска демократија и Фламанци.
Био је на положају министра-председника Фландрије од 20. јула 2004. до 28. јуна 2007. Дао је оставку након победе своје странке на општим парламентарним изборима 10. јуна 2007. како би био изабран за премијера Белгије. Летерм је постао заменик премијера у привременој влади Гија Верхофстата и министар буџета, институционалних реформи и саобраћаја. Стална влада је изабрана 20. марта 2008. а Летерм је постао њен премијер.
Летерм је 19. децембра 2008. понудио оставку владе краљу Алберту II због критика да је извршила притисак на министарство правде да оно подржи план о распуштању холандско-белгијске банкарске групе Фортис, уздрмане светском финансијском кризом. Наследио га је Херман ван Ромпој. Летерм је наследио Ван Ромпоја на месту премијера Белгије у новембру 2009. У априлу 2010. други пут је поднео оставку на место премијера.